# 乌尔·萨欣
乌尔·萨欣（土耳其語：Uğur Şahin，1965年9月29日—），中文名吴沙忻，土耳其裔德国医生、肿瘤学和免疫学领域专家。2008年与妻子厄兹勒姆·图雷西共同创立生物新技术公司（BioNTech SE），并担任该公司CEO职务。
萨欣的家人最初来自土耳其，四岁时移居德国。 他在科隆长大，并在科隆大学学习医学，并在那里获得了癌症免疫疗法的博士学位。

## 生平
1965年，萨欣出生于土耳其伊斯肯德伦，其父母都是土耳其人，他们于20世纪60年代移居至德国。萨欣在科隆大学学习医学，并在萨尔兰州大学医学中心工作了几年。
萨欣在萨尔兰州的洪堡大学医院担任医生时遇到了图雷西。两人都被治疗癌症的问题所打动。为了进行这项研究，他们去了美因兹大学。萨欣仍然是那里的教授，而图雷西是讲师。不过，他们很快就受到大学研究的局限。由于科学结果无法快速地接触到病患，他们两人于是在2001年成立了第一家公司Ganymed Pharmaceuticals 。他们于2006年以4亿多欧元的价格，将该公司卖给了日本的安斯泰来製薬株式会社。
2008年，萨欣与妻子厄兹勒姆·图雷西共同创立了生物新技术公司；并在新冠疫情期间与美国药企辉瑞公司共同研发出新冠疫苗，该款疫苗于2020年12月2日率先被英国监管部门批准。

## 荣誉
- 1995年: 荣获美国临床肿瘤学会(ASCO)的优异奖[3]。
- 1997年: Calogero Paglierello Research Award[8]
- 2006和2010年: 德國聯邦教育及研究部的GO-Bio奖[9]
- 2017/18年: ERC Advanced Grant in Life Sciences[10]
- 2019年: 荣获穆斯塔法奖（Mustafa Prize）[11]
- 2019年: 德国癌症奖（德语：Deutscher Krebspreis）[12]
- 2020年: 荣获德国国家可持续发展奖（英语：The National German Sustainability Award）[13]
- 2021年: 荣获Axel Springer Award (与厄兹勒姆·图雷西)[14]
- 2021年: 荣获联邦德国星级大十字勋章[15][16][17]